# Октябр (Підосиновський район)
Октя́бр (рос. Октябрь) — село у складі Підосиновського району Кіровської області, Росія. Входить до складу Підосиновського міського поселення.
Населення становить 277 осіб (2010, 337 у 2002).
Національний склад станом на 2002 рік — росіяни 98 %.